# Questione d'onore
Questione d'onore (Tit for Tat) è un cortometraggio del 1935 diretto da Charley Rogers ed interpretato da Stanlio e Ollio, sequel del cortometraggio Vita in campagna.
La versione del primo doppiaggio italiano Sordi/Zambuto manca di alcune scene, mentre quella più moderna di Garinei/Ariani è integrale.

## Trama
Stanlio e Ollio sono neo-proprietari di un negozio di elettrodomestici, confinante con la drogheria di Mr. Hall, una loro vecchia conoscenza. Da buoni vicini Stanlio e Ollio si presentano al signore, che però li riconosce subito: i due sono quelli che in una precedente avventura in campagna hanno fatto ubriacare sua moglie e quindi li scaccia. Durante gli ultimi preparativi per il negozio, Ollio si trova sopra la finestra del negozio rivale per colpa di Stanlio e viene aiutato a scendere dalla moglie di Hall, il quale inizia ad ingelosirsi ed a minacciare Ollio. Costui rende pan per focaccia e la lite si sposta nei negozi di ambedue i rivali: proprio come nel precedente evento, i due protagonisti ed Hall avranno nuovamente da sfidarsi in una serie di azioni in sequenza "occhio per occhio, dente per dente", fino a quando un poliziotto salva la situazione e convince Hall a riappacificarsi con Stanlio ed Ollio. Al ritorno, i due amici trovano il loro negozio completamente svaligiato da un ometto che entrava ed usciva a suo piacimento durante la sfida.

## Produzione
La pellicola è stata interamente realizzata negli Hal Roach Studios di Culver City, California.